# Golfo di Korf
Il golfo di Korf (in russo залив Корфа?) è un'insenatura della costa nord-orientale della penisola della Kamčatka, che si affaccia sul mare di Bering. Si trova nell'Oljutorskij rajon del Territorio della Kamčatka, nell'Estremo oriente russo. Ha preso il nome del barone Andrej Korf, primo governatore generale della regione dell'Amur (l'allora Priamurskij kraj).

## Geografia
Il golfo, che si apre verso sud, è compreso tra la penisola Il'pinskij (полуостров Ильпинский), a ovest, che lo separa dalla baia di Anapka, interna al golfo Karaginskij, e la penisola Govena (полуостров Говена), a est, che lo separa dal golfo Oljutorskij. Il golfo si protende nel continente per 75 km ed è largo, all'ingresso, 70 km; la profondità dell'acqua raggiunge i 68 m. Nel golfo vi sono vari corsi d'acqua, i fiumi maggiori sono la Vyvenka (Вывенка), che sfocia sulla costa occidentale, e la Kultušnaja (Култушная), che sfocia nella parte nord-orientale. 
Nella parte settentrionale vi sono alcune baie riparate: Skrytaja (Скрытая), dove è situato il villaggio di Korf (Kopф), Sibir' (Сибирь) e Skobeleva (Скобелева). I principali insediamenti sulla costa sono i villaggi di Tiličiki (Тиличики), Vyvenka (Вывенка) e Oliutorka (Олюторка).

### Fauna
Nel golfo ci sono trichechi, balene, salmonidi,  aringhe e aringhe del Pacifico (Clupea pallasii).